# Olympische Sommerspiele 2020/Schwimmen – 100 m Rücken (Frauen)
Der Wettkampf im 100-Meter-Rückenschwimmen der Frauen bei den Olympischen Spielen 2020 in Tokio wurde vom 25. bis zum 27. Juli 2021 im Tokyo Aquatics Centre ausgetragen.
Es fanden sechs Vorläufe statt. Die 16 schnellsten Schwimmerinnen aller Vorläufe qualifizierten sich für die beiden Halbfinals, die einen Tag später ausgetragen wurden. Für das Finale am darauffolgenden Tag qualifizierten sich hier die acht schnellsten Starterinnen beider Läufe.
Gold holte die Australierin Kaylee McKeown, die bereits den Weltrekord hielt und nun auch einen neuen olympischen Rekord aufstellte.
Abkürzungen: 
 WR = Weltrekord, OR = olympischer Rekord, AS = asiatischer Rekord, NR = nationaler Rekord, PB = persönliche Bestleistung, JWB = Jahresweltbestzeit

## Rekorde
Vor Beginn der Olympischen Spiele waren folgende Rekorde gültig.
| Weltrekord         | Kaylee McKeown | 57,45 s | Adelaide, Australien           | 13. Juni 2021 |
| Olympischer Rekord | Emily Seebohm  | 58,23 s | London, Vereinigtes Königreich | 29. Juli 2012 |

Während des Wettbewerbs wurde der olympische Rekord dreimal gebrochen, die dabei beste erreichte Zeit war:
| Olympischer Rekord | Kaylee McKeown | 57,47 s | Tokio, Japan | 27. Juli 2021 |

## Titelträger
| Olympiasieger | Katinka Hosszú  | 58,45 s | Rio de Janeiro 2016 |
| Weltmeister   | Kylie Masse     | 58,60 s | Gwangju 2019        |
| Europameister | Kathleen Dawson | 58,49 s | Budapest 2021       |

## Vorläufe
Sonntag, 25. Juli 2021, 12:00 Uhr MESZ
 

### Vorlauf 1
| Platz | Bahn | Schwimmerin   | Nation   | Zeit        | Anmerkung |
| ----- | ---- | ------------- | -------- | ----------- | --------- |
| 1     | 5    | Donata Katai  | Simbabwe | 1:02,73 min |           |
| 2     | 4    | Maana Patel   | Indien   | 1:05,20 min |           |
| 3     | 3    | Kimberly Ince | Grenada  | 1:10,24 min |           |

### Vorlauf 2
| Platz | Bahn | Schwimmerin      | Nation                  | Zeit        | Anmerkung |
| ----- | ---- | ---------------- | ----------------------- | ----------- | --------- |
| 1     | 5    | Tatiana Salcuțan | Moldau                  | 1:01,59 min |           |
| 2     | 7    | McKenna de Bever | Peru                    | 1:02,09 min |           |
| 3     | 4    | Ali Galyer       | Neuseeland              | 1:02,65 min |           |
| 4     | 6    | Krystal Lara     | Dominikanische Republik | 1:03,07 min |           |
| 5     | 3    | Celina Márquez   | El Salvador             | 1:03,75 min |           |
| 6     | 1    | Danielle Titus   | Barbados                | 1:04,53 min |           |
| 7     | 2    | Felicity Passon  | Seychellen              | 1:04,66 min |           |
| 8     | 8    | Diana Nasarowa   | Kasachstan              | 1:06,99 min |           |

### Vorlauf 3
| Platz | Bahn | Schwimmerin       | Nation     | Zeit        | Anmerkung |
| ----- | ---- | ----------------- | ---------- | ----------- | --------- |
| 1     | 2    | Mimosa Jallow     | Finnland   | 1:00,06 min | NR        |
| 2     | 5    | Béryl Gastaldello | Frankreich | 1:00,69 min |           |
| 3     | 3    | Danielle Hill     | Irland     | 1:00,86 min |           |
| 4     | 6    | Stephanie Au      | Hongkong   | 1:01,07 min |           |
| 5     | 8    | Lena Grabowski    | Österreich | 1:01,80 min |           |
| 6     | 1    | Daryna Sewina     | Ukraine    | 1:01,97 min |           |
| 7     | 7    | Isabella Arcila   | Kolumbien  | 1:02,28 min |           |
|       | 4    | Louise Hansson    | Schweden   | DNS         |           |

### Vorlauf 4
| Platz | Bahn | Schwimmerin           | Nation     | Zeit        | Anmerkung |
| ----- | ---- | --------------------- | ---------- | ----------- | --------- |
| 1     | 4    | Kylie Masse           | Kanada     | 58,17 s     | OR        |
| 2     | 3    | Margherita Panziera   | Italien    | 59,74 s     |           |
| 3     | 5    | Taylor Ruck           | Kanada     | 59,89 s     |           |
| 4     | 7    | Anastasia Gorbenko    | Israel     | 59,90 s     |           |
| 5     | 6    | Anastassija Fessikowa | ROC        | 59,92 s     |           |
| 6     | 1    | Anna Konishi          | Japan      | 1:00,04 min |           |
| 7     | 8    | Lee Eun-ji            | Südkorea   | 1:00,14 min |           |
| 8     | 2    | Simona Kubová         | Tschechien | 1:01,35 min |           |

### Vorlauf 5
| Platz | Bahn | Schwimmerin      | Nation             | Zeit        | Anmerkung |
| ----- | ---- | ---------------- | ------------------ | ----------- | --------- |
| 1     | 4    | Regan Smith      | Vereinigte Staaten | 57,96 s     | OR        |
| 2     | 5    | Rhyan White      | Vereinigte Staaten | 59,02 s     |           |
| 3     | 3    | Kira Toussaint   | Niederlande        | 59,21 s     |           |
| 4     | 1    | Peng Xuwei       | China              | 59,78 s     |           |
| 5     | 6    | Marija Kamenewa  | ROC                | 59,88 s     |           |
| 6     | 7    | Maaike de Waard  | Niederlande        | 1:00,03 min |           |
| 7     | 8    | Katalin Burián   | Ungarn             | 1:00,07 min |           |
| 8     | 2    | Michelle Coleman | Schweden           | 1:00,54 min |           |

### Vorlauf 6
| Platz | Bahn | Schwimmerin           | Nation         | Zeit        | Anmerkung |
| ----- | ---- | --------------------- | -------------- | ----------- | --------- |
| 1     | 4    | Kaylee McKeown        | Australien     | 57,88 s     | OR        |
| 2     | 5    | Kathleen Dawson       | Großbritannien | 58,69 s     |           |
| 3     | 3    | Emily Seebohm         | Australien     | 58,86 s     |           |
| 4     | 2    | Cassie Wild           | Großbritannien | 59,99 s     |           |
| 5     | 8    | Ingeborg Løyning      | Norwegen       | 1:00,07 min |           |
| 6     | 7    | Chen Jie              | China          | 1:00,63 min |           |
| 7     | 1    | Laura Riedemann       | Deutschland    | 1:00,81 min |           |
|       | 6    | Anastassija Schkurdaj | Belarus        | DNS         |           |

### Zusammenfassung
| Platz | Vorlauf | Bahn | Schwimmerin           | Nation                  | Zeit        | Anmerkung |
| ----- | ------- | ---- | --------------------- | ----------------------- | ----------- | --------- |
| 1     | 6       | 4    | Kaylee McKeown        | Australien              | 57,88 s     | OR        |
| 2     | 5       | 4    | Regan Smith           | Vereinigte Staaten      | 57,96 s     |           |
| 3     | 4       | 4    | Kylie Masse           | Kanada                  | 58,17 s     |           |
| 4     | 6       | 5    | Kathleen Dawson       | Großbritannien          | 58,69 s     |           |
| 5     | 6       | 3    | Emily Seebohm         | Australien              | 58,86 s     |           |
| 6     | 5       | 5    | Rhyan White           | Vereinigte Staaten      | 59,02 s     |           |
| 7     | 5       | 3    | Kira Toussaint        | Niederlande             | 59,21 s     |           |
| 8     | 4       | 3    | Margherita Panziera   | Italien                 | 59,74 s     |           |
| 9     | 5       | 1    | Peng Xuwei            | China                   | 59,78 s     |           |
| 10    | 5       | 6    | Marija Kamenewa       | ROC                     | 59,88 s     |           |
| 11    | 4       | 5    | Taylor Ruck           | Kanada                  | 59,89 s     |           |
| 12    | 4       | 7    | Anastasia Gorbenko    | Israel                  | 59,90 s     |           |
| 13    | 4       | 6    | Anastassija Fessikowa | ROC                     | 59,92 s     |           |
| 14    | 6       | 2    | Cassie Wild           | Großbritannien          | 59,99 s     |           |
| 15    | 5       | 7    | Maaike de Waard       | Niederlande             | 1:00,03 min |           |
| 16    | 4       | 1    | Anna Konishi          | Japan                   | 1:00,04 min |           |
| 17    | 3       | 2    | Mimosa Jallow         | Finnland                | 1:00,06 min | NR        |
| 18    | 5       | 8    | Katalin Burián        | Ungarn                  | 1:00,07 min |           |
| 18    | 6       | 8    | Ingeborg Løyning      | Norwegen                | 1:00,07 min |           |
| 20    | 4       | 8    | Lee Eun-ji            | Südkorea                | 1:00,14 min |           |
| 21    | 5       | 2    | Michelle Coleman      | Schweden                | 1:00,54 min |           |
| 22    | 6       | 7    | Chen Jie              | China                   | 1:00,63 min |           |
| 23    | 3       | 5    | Béryl Gastaldello     | Frankreich              | 1:00,69 min |           |
| 24    | 6       | 1    | Laura Riedemann       | Deutschland             | 1:00,81 min |           |
| 25    | 3       | 3    | Danielle Hill         | Irland                  | 1:00,86 min |           |
| 26    | 3       | 6    | Stephanie Au          | Hongkong                | 1:01,07 min |           |
| 27    | 4       | 2    | Simona Kubová         | Tschechien              | 1:01,35 min |           |
| 28    | 2       | 5    | Tatiana Salcuțan      | Moldau                  | 1:01,59 min |           |
| 29    | 3       | 8    | Lena Grabowski        | Österreich              | 1:01,80 min |           |
| 30    | 3       | 1    | Daryna Sewina         | Ukraine                 | 1:01,97 min |           |
| 31    | 2       | 7    | McKenna de Bever      | Peru                    | 1:02,09 min |           |
| 32    | 3       | 7    | Isabella Arcila       | Kolumbien               | 1:02,28 min |           |
| 33    | 2       | 4    | Ali Galyer            | Neuseeland              | 1:02,65 min |           |
| 34    | 1       | 5    | Donata Katai          | Simbabwe                | 1:02,73 min |           |
| 35    | 2       | 6    | Krystal Lara          | Dominikanische Republik | 1:03,07 min |           |
| 36    | 2       | 3    | Celina Márquez        | El Salvador             | 1:03,75 min |           |
| 37    | 2       | 1    | Danielle Titus        | Barbados                | 1:04,53 min |           |
| 38    | 2       | 2    | Felicity Passon       | Seychellen              | 1:04,66 min |           |
| 39    | 1       | 4    | Maana Patel           | Indien                  | 1:05,20 min |           |
| 40    | 2       | 8    | Diana Nasarowa        | Kasachstan              | 1:06,99 min |           |
| 41    | 1       | 3    | Kimberly Ince         | Grenada                 | 1:10,24 min |           |
|       | 3       | 4    | Louise Hansson        | Schweden                | DNS         |           |
|       | 6       | 6    | Anastassija Schkurdaj | Belarus                 | DNS         |           |

## Halbfinale
Montag, 26. Juli 2021, 4:53 Uhr MESZ
 

### Halbfinale 1
| Platz | Bahn | Schwimmerin         | Nation             | Zeit        | Anmerkung |
| ----- | ---- | ------------------- | ------------------ | ----------- | --------- |
| 1     | 4    | Regan Smith         | Vereinigte Staaten | 57,86 s     | OR        |
| 2     | 3    | Rhyan White         | Vereinigte Staaten | 58,46 s     |           |
| 3     | 5    | Kathleen Dawson     | Großbritannien     | 58,56 s     |           |
| 4     | 7    | Anastasia Gorbenko  | Israel             | 59,30 s     | NR        |
| 5     | 2    | Marija Kamenewa     | ROC                | 59,49 s     |           |
| 6     | 6    | Margherita Panziera | Italien            | 59,75 s     |           |
| 7     | 8    | Anna Konishi        | Japan              | 1:00,07 min |           |
| 8     | 1    | Cassie Wild         | Großbritannien     | 1:00,20 min |           |

### Halbfinale 2
| Platz | Bahn | Schwimmerin           | Nation      | Zeit        | Anmerkung |
| ----- | ---- | --------------------- | ----------- | ----------- | --------- |
| 1     | 5    | Kylie Masse           | Kanada      | 58,09 s     |           |
| 2     | 4    | Kaylee McKeown        | Australien  | 58,11 s     |           |
| 3     | 3    | Emily Seebohm         | Australien  | 58,59 s     |           |
| 4     | 6    | Kira Toussaint        | Niederlande | 59,09 s     |           |
| 5     | 7    | Taylor Ruck           | Kanada      | 59,45 s     |           |
| 6     | 2    | Peng Xuwei            | China       | 59,98 s     |           |
| 7     | 1    | Anastassija Fessikowa | ROC         | 1:00,20 min |           |
| 8     | 8    | Maaike de Waard       | Niederlande | 1:00,49 min |           |

### Zusammenfassung
| Platz | Vorlauf | Bahn | Schwimmerin           | Nation             | Zeit        | Anmerkung |
| ----- | ------- | ---- | --------------------- | ------------------ | ----------- | --------- |
| 1     | 1       | 4    | Regan Smith           | Vereinigte Staaten | 57,86 s     | OR        |
| 2     | 2       | 5    | Kylie Masse           | Kanada             | 58,09 s     |           |
| 3     | 2       | 4    | Kaylee McKeown        | Australien         | 58,11 s     |           |
| 4     | 1       | 3    | Rhyan White           | Vereinigte Staaten | 58,46 s     |           |
| 5     | 1       | 5    | Kathleen Dawson       | Großbritannien     | 58,56 s     |           |
| 6     | 2       | 3    | Emily Seebohm         | Australien         | 58,59 s     |           |
| 7     | 2       | 6    | Kira Toussaint        | Niederlande        | 59,09 s     |           |
| 8     | 1       | 7    | Anastasia Gorbenko    | Israel             | 59,30 s     | NR        |
| 9     | 2       | 7    | Taylor Ruck           | Kanada             | 59,45 s     |           |
| 10    | 1       | 2    | Marija Kamenewa       | ROC                | 59,49 s     |           |
| 11    | 1       | 6    | Margherita Panziera   | Italien            | 59,75 s     |           |
| 12    | 2       | 2    | Peng Xuwei            | China              | 59,98 s     |           |
| 13    | 1       | 8    | Anna Konishi          | Japan              | 1:00,07 min |           |
| 14    | 1       | 1    | Cassie Wild           | Großbritannien     | 1:00,20 min |           |
| 14    | 2       | 1    | Anastassija Fessikowa | ROC                | 1:00,20 min |           |
| 16    | 2       | 8    | Maaike de Waard       | Niederlande        | 1:00,49 min |           |

## Finale
Dienstag, 27. Juli 2021, 3:51 Uhr MESZ

| Platz | Bahn | Schwimmerin        | Nation             | Zeit    | Anmerkung |
| ----- | ---- | ------------------ | ------------------ | ------- | --------- |
| 1     | 3    | Kaylee McKeown     | Australien         | 57,47 s | OR        |
| 2     | 5    | Kylie Masse        | Kanada             | 57,72 s |           |
| 3     | 4    | Regan Smith        | Vereinigte Staaten | 58,05 s |           |
| 4     | 6    | Rhyan White        | Vereinigte Staaten | 58,43 s |           |
| 5     | 7    | Emily Seebohm      | Australien         | 58,45 s |           |
| 6     | 2    | Kathleen Dawson    | Großbritannien     | 58,70 s |           |
| 7     | 1    | Kira Toussaint     | Niederlande        | 59,11 s |           |
| 8     | 8    | Anastasia Gorbenko | Israel             | 59,53 s |           |